# Acronicta increta
Acronicta increta är en fjärilsart som beskrevs av Morrison 1874. Acronicta increta ingår i släktet Acronicta och familjen nattflyn. Inga underarter finns listade i Catalogue of Life.

## Bildgalleri

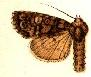
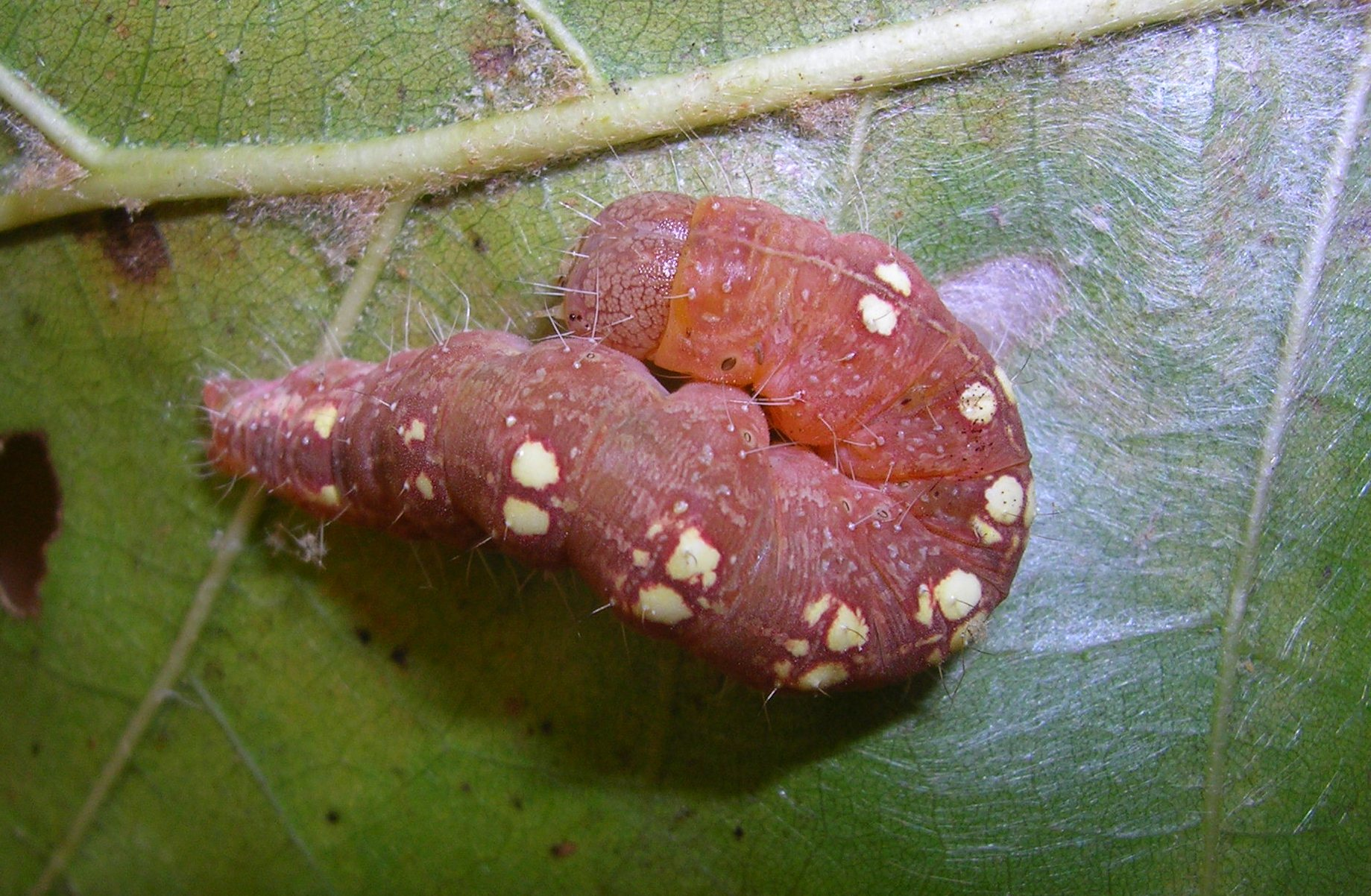